# Università di Salamanca
L'Università di Salamanca è l'università dell'omonima città spagnola ed è la più antica di Spagna, dal momento che quella di Palencia, anteriore ad essa, non esiste più. Insieme a quelle di Bologna, Parigi, Oxford è una delle università più antiche d'Europa.

## Storia

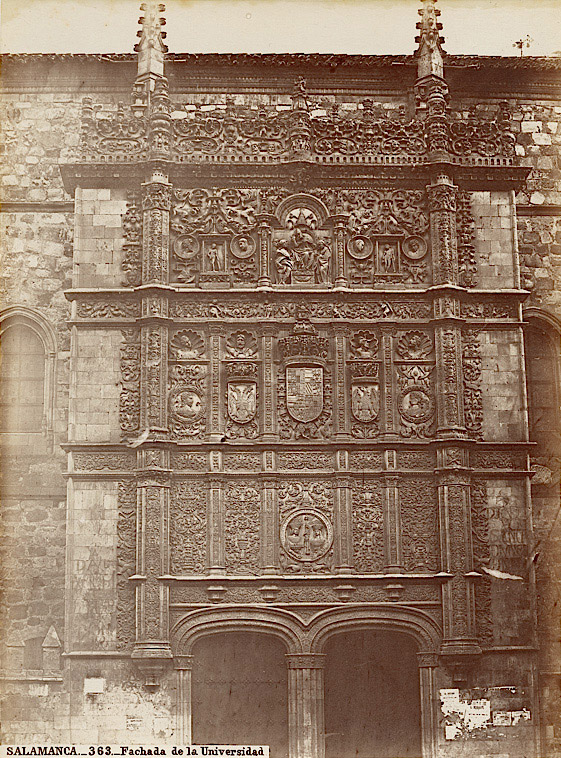
Facciata della università di Salamanca nel 1878

La fondazione risale all'anno 1218 per opera del re Alfonso IX di León, con la categoria di Studio Generale del suo regno. È, pertanto, il titolo di Studium Generale quello che manifesta la varietà dei suoi insegnamenti, la sua caratteristica non privata (aperta a tutti) e la validità delle sue lauree.
Ci vollero almeno due secoli affinché l'istituzione potesse disporre di edifici propri dove svolgere l'attività didattica. Fino a quel momento, le lezioni si tenevano nel chiostro della chiesa principale cittadina, in case affittate dal comune e nella chiesa di San Benito. Il cardinale aragonese Pedro de Luna, poi antipapa Benedetto XIII, convinto sostenitore dell'istituzione, spinse per l'acquisto dei primi terreni e la costruzione delle Escuelas Mayores (edificio storico dell'università), a partire dall'anno 1411.
All'inizio del Cinquecento vennero costruiti gli edifici delle Escuelas Menores.

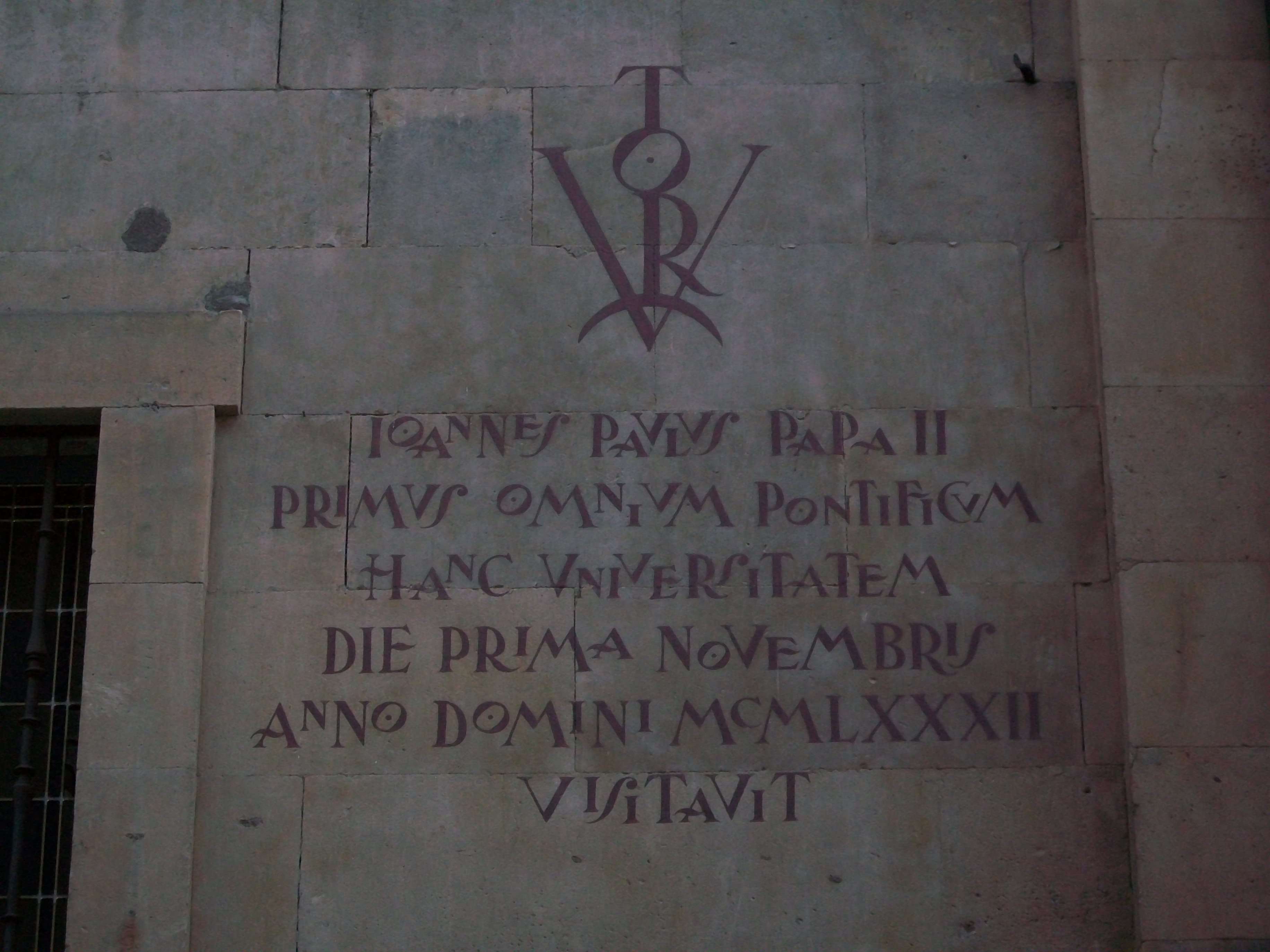
Víctor che ricorda la visita di Papa Giovanni Paolo II il 1º novembre 1982.

Quest'università fu cornice della discussione in merito alla fattibilità del progetto di Cristoforo Colombo e alle conseguenze che sarebbero potute sorgere dalle ipotesi dello stesso Colombo. Una volta scoperta l'America, fu luogo di discussione rispetto alla possibilità di riconoscere gli indigeni come soggetti di diritto, argomento rivoluzionario per l'epoca; furono analizzati i processi economici per la prima volta, si sviluppò la scienza del Diritto e fu epicentro umanista, anche se minore di Alcalà, così come la fonte principale alla quale attinse la monarchia spagnola per creare e mantenere il suo Stato.
Il momento topico di questa istituzione può essere riconosciuto nel periodo di convivenza di alcuni dei suoi membri più brillanti, conosciuto come la Scuola di Salamanca.